# David Bratton
David Hey Bratton (New York, ottobre 1869 – Chicago, 3 dicembre 1904) è stato un pallanuotista statunitense.

## Carriera
Partecipò alle gare di pallanuoto della III Olimpiade e di nuoto di St. Louis del 1904 e vinse una medaglia d'oro. 
Vinse con il New York Athletic Club il torneo di pallanuoto, battendo in finale i Chicago Athletic Association per 6-0. Sempre con il New York Athletic Club, prese parte anche alla gara della staffetta 4x50 iarde stile libero, dove arrivò in finale, arrivando quarto.

## Palmarès
- Oro ai Giochi olimpici di Saint Louis 1904